# Дамаскије
Дамаскије (Грчки: Δαμάσκιος; око 462 – после 538), познат као „последњи од атинских новоплатониста“, био је последњи научник новоплатонистичке атинске школе.

## Биографија
Био је један од новоплатонстички филозофа који су напустили Атину након што су закони које је утврдио цар Јустинијан I довело до принудног затварања атинске школе 529. Након што је напустио Атину, можда је потражио уточиште на двору персијског краља Хросра, пре него што му је дозвољено да се врати у Византијско царство. Његова сачувана дела састоје се од три коментара на Платонова дела и метафизичког текста под насловом Потешкоће и решења првих принципа.
Велики део онога што се зна о Дамаскијевом животу потиче из његовог полуаутобиографског дела под називом Филозофска историја, или Исидоров живот, и из дела под називом ita Severi које је написао епископ и историчар Захарија говорника из 6. века. Дамаскије је, како му име каже, рођен у Дамаску у в. 462. године наше ере, и отпутовао је у Александрију 480-их година нове ере да би студирао реторику код Хораполона, где су заједно учили студенти различитих религија и филозофија. Захарија извештава да је постојала блиска веза између новоплатонских заједница Атине и Александрије, јер су Агапије Атински и Северијан из Дамаска, ученици Проклове новоплатонске школе у Атини, такође студирали у новоплатонским школама у Александрији.